# دانشگاه کوگاکان
دانشگاه کوگاکان (به ژاپنی: 皇學館大学, Kōgakkan daigaku)، یک دانشگاه خصوصی در ایسه، میه،  ژاپن است. سلف این مدرسه در سال ۱۸۸۲ تأسیس شد و در سال ۱۹۴۰ به عنوان یک دانشگاه منشور شد.
دانشگاه کوگاکان یکی از تنها دو دانشگاه در ژاپن است که برنامه مطالعاتی شینتو را ارائه می‌دهد، که فارغ التحصیلان آن مدارک لازم را برای تبدیل شدن به یک کاننوشی (کشیش یا کاهن شینتو) کسب می‌کنند.دانشگاه دیگری که چنین برنامه ای را ارائه می‌دهد، دانشگاه کوکوگاکواین در توکیو است.